# Jørgen Hein Jørgensen
Jørgen Hein Jørgensen (født 25. oktober 1966 i Vestervig, død 9. juli 2023) var en bassist og sanger som spillede i det danske danseband Kandis. Han var med til at starte orkestret op i 1989 sammen med Johnny Hansen, Jens Erik Jensen og Torben Andersen.